# Royaume de Roumanie
1881–1947
(66 ans, 9 mois et 4 jours)
Entités précédentes :
- Principauté de Roumanie (1881)
- Autriche-Hongrie (1918)
- République démocratique moldave (1918)
- Royaume de Hongrie (Transylvanie du Nord, 1944)[1]

Entités suivantes :
- République populaire roumaine (1947)
- Royaume de Bulgarie (Dobroudja du Sud, 1940)
- Royaume de Hongrie (Transylvanie du Nord, 1940)
- Union soviétique (Bessarabie et Bucovine, 1940)

Le royaume de Roumanie (en roumain : Regatul României) était une monarchie parlementaire, régime politique de la Roumanie de 1881 à 1947. 
En tant que principauté vassale de l'Empire ottoman, cette monarchie est issue de l'union des deux « principautés danubiennes », la Valachie et la Moldavie (elles-mêmes vassales des Turcs depuis le XVe siècle). Son indépendance est reconnue en 1878 : trois ans plus tard la principauté est érigée en royaume. Celui-ci subit deux dictatures qui abolissent le régime parlementaire, l'une « carliste » de février 1938 à octobre 1940, l'autre militaire d'octobre 1940 à août 1944. La monarchie disparaît deux ans et demi après l'entrée du pays dans la sphère d'influence de l'Union soviétique et la mise en place de la dictature communiste, pour laisser place à la République populaire roumaine.

## Histoire

Animation montrant l'évolution des territoires roumains des origines à nos jours.

La Roumanie est un État créé, dans un processus analogue à l'unité italienne, au cours du XIXe siècle à l'issue d'une renaissance culturelle et à partir des principautés danubiennes de Moldavie et de Valachie que se disputaient alors l'Empire ottoman (suzerain des deux principautés) et l'Empire russe (qui annexe la Moldavie orientale en 1812).
À ses débuts, la monarchie roumaine fut d'abord élective et autochtone, sous le règne du prince Alexandre Jean Cuza (un boyard moldave) élu en 1859. Mais Cuza, franc-maçon et anticlérical, libère les Roms, accorde aux Juifs de Galicie et de Russie le droit d'immigrer et de commercer, sécularise les immenses domaines appartenant aux monastères, et envisage une réforme agraire. Cela inquiète les boyards conservateurs, qui le déposent en 1866 (il devra s'exiler). L'Assemblée choisit alors d'élire un monarque étranger, qui ne soit ni moldave, ni valaque, la monarchie devant devenir héréditaire selon le modèle occidental. Le choix se porte finalement sur Karl von Hohenzollern (de la branche cadette de Hohenzollern-Sigmaringen), prince pauvre et disponible, prêt à tenter l'aventure, au point de descendre le Danube déguisé en marchand, alors que les Habsbourg, maîtres de l'empire d'Autriche, sont opposés à sa candidature. En 1866, Karl devient ainsi prince régnant de Roumanie (et, à ce titre, vassal du Sultan ottoman), sous le nom de Carol Ier.
L'indépendance du pays est reconnue au congrès de Berlin en 1878, en même temps que celle de la Bulgarie. À la suite de la guerre d'indépendance contre les Ottomans, la Roumanie perd à nouveau le Boudjak mais acquiert 60 % de la Dobrogée (en roumain : Dobrogea, en bulgare : Dobroudja), la Bulgarie recevant 40 %. Sous l'impulsion du Premier ministre Ion Brătianu, la Roumanie devient un royaume, Carol Ier étant couronné roi en mai 1881. C'est le « Vieux Royaume ».
Le gouvernement de Brătianu, en place jusqu'en 1888, entreprend de moderniser le pays par une politique de grands travaux, établissant routes, ponts, canaux et chemins de fer. Le pays connaît néanmoins des débuts de troubles politiques avec le déclenchement, en 1907, d'une grande révolte des paysans pauvres contre le régime latifundiaire.

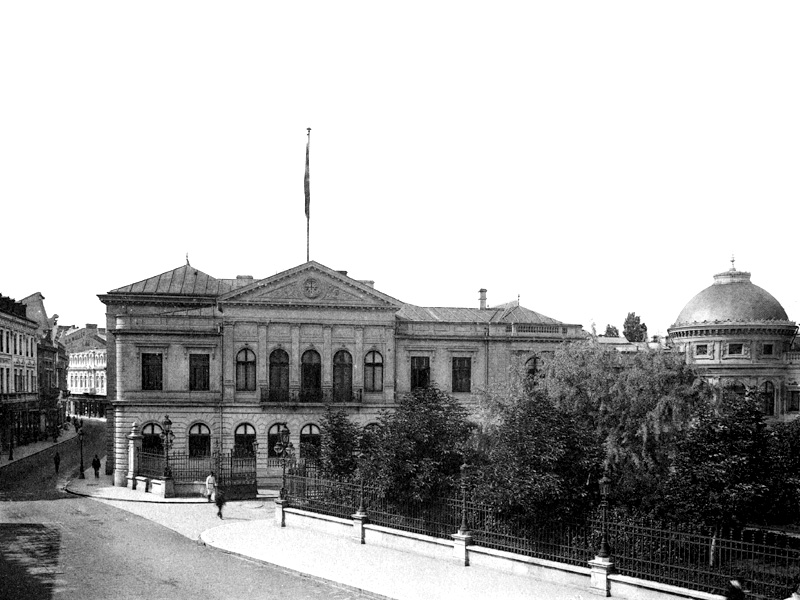
L'ancien palais royal de Bucarest en 1904.

Le nouveau palais royal de Roumanie en 1941 ; c'est aujourd'hui un musée d'art et d'histoire.

Le roi Carol Ier conclut avec l'Allemagne et l'Autriche-Hongrie une alliance secrète en 1883. Lors de la première guerre balkanique, la Roumanie reste neutre, mais, lors de la deuxième guerre balkanique, elle attaque la Bulgarie et lui enlève la Dobroudja du Sud par le traité de Bucarest, ce qui brouille durablement les deux pays, jusque-là en relations amicales.

## Première Guerre mondiale
Au début de la Première Guerre mondiale, le gouvernement roumain s'oppose à Carol Ier et refuse de faire jouer l'alliance avec l'Allemagne et l'Autriche-Hongrie. Le roi meurt quelques semaines plus tard, et son neveu Ferdinand Ier lui succède. Ion I. C. Brătianu, chef du gouvernement, proclame d'abord la neutralité du Royaume, avant d'entamer des négociations qui aboutissent en 1916 au ralliement à l'Entente, les Alliés ayant promis à Brătianu la Transylvanie et la Bucovine (régions de l'Autriche-Hongrie à majorité roumanophone) comme prix du ralliement des Roumains.
Le 27 août 1916, la Roumanie déclare la guerre à la seule Autriche-Hongrie, mais par le jeu des alliances, l'Allemagne et la Turquie déclarent la guerre à la Roumanie. Celle-ci est défaite militairement en trois mois. L'armée allemande occupe Bucarest le 6 décembre. De leur côté, les Bulgares occupent la Dobrogée. La révolution russe prive la Roumanie du soutien de l'Empire russe, et la laisse dans une situation sans issue : le 9 décembre 1917, elle doit conclure un armistice séparé avec les Empires centraux, le traité de Bucarest de 1918 l'amputant d'une partie de son territoire (notamment de la moitié sud de la Dobrogée, qui devient bulgare). En revanche, l'union, le 9 avril 1918, entre la Roumanie et la première république de Moldavie (proclamée le 27 octobre 1917 et indépendante le 14 décembre 1917) permet au royaume de Roumanie de sortir de sa défaite agrandi, mais ruiné et en proie à une épidémie de typhus.
Le royaume reçoit, toutefois, l'aide logistique de l'Entente, et notamment de la France, par l'entremise de la mission Berthelot puis de l'armée française du Danube, et, le 31 octobre 1918, il dénonce le traité et repart en guerre contre les empires centraux, bénéficiant finalement de la victoire des Alliés.

## Entre-deux-guerres

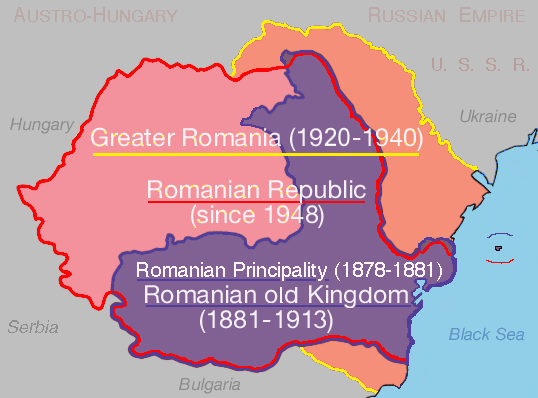
Évolution des frontières du Royaume depuis 1881.

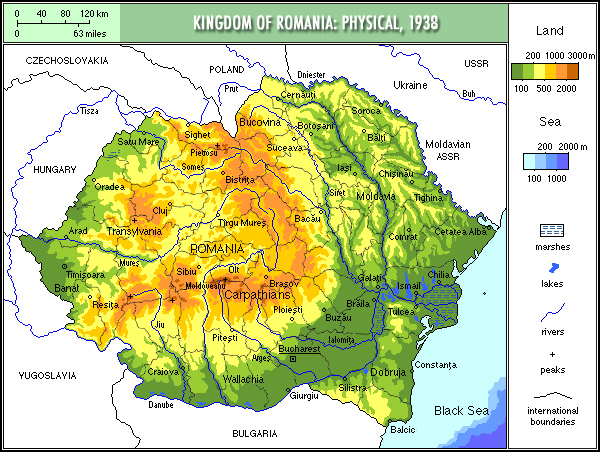
La « Grande Roumanie » de 1918.

### Tête de pont de l'Entente dans la lutte contre l'Union soviétique à l'est de l'Europe
Au printemps 1919, les Bolcheviks russes à l'est et le gouvernement communiste hongrois de Béla Kun à l'ouest, engagent les hostilités contre la Roumanie. Soutenues et encadrées par la mission Berthelot et l'armée française du Danube, les troupes roumaines, malgré quelques mutineries, repoussent les bolchéviks en Ukraine et pénètrent en Hongrie, où elles occupent bientôt Budapest, entraînant la fin du régime de Béla Kun.
La défaite des empires centraux et l'effondrement de l'Empire russe permettent aux roumanophones de Bessarabie, de Bucovine, de Transylvanie et de la moitié orientale du Banat de proclamer en 1918 leur union avec la Roumanie, union qui sera reconnue par les traités de Saint-Germain-en-Laye en 1919 et de Trianon en 1920 : c'est la « Grande Roumanie », dont la population est de 18 millions d'habitants (dont 14,5 millions de Roumains) contre 8 millions pour le « Vieux Royaume » d'avant-guerre.

### Unité des roumanophones et démocratie parlementaire
Après la Première Guerre mondiale, la réforme agraire et les réformes démocratiques des années 1921-1923 consacrent l'émergence d'une démocratie parlementaire où beaucoup reste à faire, mais où le vote n'est plus censitaire, où les femmes votent (vingt-deux ans avant les Françaises) et où la citoyenneté n'est plus conditionnée par la religion ou la langue maternelle : un quart de la population est constitué de minorités, notamment magyares, allemandes, juives et tsiganes. Les Britanniques et les Français investissent, et les débuts de l'exploitation du pétrole et de l'industrialisation offrent à la Roumanie une situation économique relativement florissante (du moins par rapport aux pays voisins). La Grande Roumanie constitue un « point d'appui impérialiste à abattre » pour l'Union soviétique, qui ne reconnaît pas l'union entre le Royaume et la république de Moldavie de 1918 mais, malgré tout, des relations diplomatiques sont établies en 1924. En Transylvanie et dans le Banat, le royaume doit gérer le problème des minorités hongroises et saxonnes (en majorité aristocratiques, bourgeoises, citadines et cultivées au milieu des masses paysannes roumaines, qui bénéficient de la réforme agraire, d'où des tensions sociales et ethniques). La naturalisation des Juifs originaires de Galicie et de Russie, parlant allemand, yiddish ou russe (non-roumanophones), déplaît aux cercles conservateurs chrétiens et/ou nationalistes : la politique roumaine dans l'entre-deux-guerres est essentiellement guidée par la recherche du statu quo constitutionnel et territorial, face aux revendications des minorités, des nationalistes, et des pays voisins comme la Hongrie, la Bulgarie et l'URSS.
Pour garantir sa position dans la région et se prémunir contre toute nouvelle menace hongroise, la Roumanie constitue en 1920 la Petite Entente avec la Tchécoslovaquie et le royaume des Serbes, Croates et Slovènes (futur royaume de Yougoslavie). Cette alliance est renforcée par le soutien de la France, de la Grande-Bretagne et de l'Italie.
La monarchie roumaine est cependant secouée de troubles dynastiques. En 1925, le prince héritier Carol ayant renoncé à ses droits à la couronne pour suivre sa maîtresse, son fils Michel est désigné comme futur roi et accède au trône deux ans plus tard, devenant Michel Ier (ou Mihai Ier), à l'âge de six ans.
La société roumaine demeure cependant assez inégalitaire, ce qui favorise l'apparition de mouvements visant à abolir l'ordre démocratique, tels que le Parti communiste de Roumanie (en 1922, déclaré illégal en 1924) et la Garde de fer nationaliste et antisémite (en 1927). La vie politique est marquée par une certaine instabilité, le Parti libéral de Ion I. C. Brătianu usant d'une loi électorale sur mesure pour contrer les progrès de l'opposition, menée par le Parti paysan de Iuliu Maniu. Il y a en Roumanie un net clivage entre d'un côté la paysannerie, majoritaire (79 % de ruraux), conservatrice mais modérée, très largement roumanophone et attachée à la petite propriété et à ses modes de production traditionnels, que le parti paysan entend représenter, et de l'autre côté les minorités (généralement de catégories sociales supérieures, à l'exception des Roms) et les citadins, minoritaires eux aussi, occidentalisés, très divers socialement, et dont les jeunes générations sont tentées soit par la social-démocratie laïque (opposée au conservatisme rural), soit par des idéologies radicales (marxisme athée ou nationalisme chrétien). En décembre 1928, le parti paysan obtient finalement une victoire électorale décisive et Iuliu Maniu devient chef du gouvernement. En 1930, avec son soutien et contre l'avis du conseil de régence, le père du roi revient en Roumanie et obtient l'abrogation de son acte d'abdication, devenant le roi Carol II, tandis que Michel redevient prince héritier : c'est le carlisme, qui combat la Garde de Fer par les armes.

### Montée des tensions après la crise de 1929
Remportant ses premiers succès électoraux à partir de 1932, la Garde de fer, nationaliste, chrétienne intégriste et xénophobe, recrute surtout chez les jeunes, aussi bien en milieu rural que citadin. Elle s'organise en « nids » (copiés sur les « cellules » du PC) dont les membres sont des « Légionnaires », et multiplie les campagnes d'agitation. Le roi Carol II y répond par des arrestations et des emprisonnements parmi les « Légionnaires » (le nom officiel du mouvement est Légion de l'Archange Michel ; Garde de Fer est une déformation de « Zgarda de Fier » : la « Grille en fer », sobriquet populaire de son emblème représentant trois javelots verticaux disposés sur trois javelots horizontaux). En décembre 1933, des Légionnaires assassinent le Premier ministre Ion Duca, et se livrent à diverses violences, notamment contre des universitaires (la « légion » exige un numerus clausus contre les juifs dans les facultés), des francs-maçons et des journalistes démocrates. Le roi réplique en donnant à la gendarmerie l'ordre de tirer à vue sur les rassemblements légionnaires. La crise économique aidant, en 1937, la Garde de fer obtient 16 % des voix. Le 28 décembre 1937, dans le but de désamorcer ce processus, le roi nomme Premier ministre le nationaliste xénophobe et antisémite Octavian Goga qui, durant son bref ministère (jusqu'au 10 février 1938), promulgue des lois raciales restreignant l'accès des juifs et autres minoritaires à l'université et à la citoyenneté roumaine.

### Dictature carliste
La situation se détériore après l'Anschluss de mars 1938. L'influence dans la région de l'Allemagne nazie ne cesse de progresser : le parti nazi de la minorité allemande, dirigé par Andreas Schmidt, et la Garde de Fer n'hésitent plus à commettre des pogroms et à assassiner en plein jour des universitaires, des parlementaires et des ministres réputés juifs, francs-maçons ou simplement partisans de l'ordre démocratique.
Carol II abolit alors ce qui restait de la démocratie parlementaire, et se dote des pleins pouvoirs (dictature « carliste ») en mars 1938, puis, tout en cherchant à apaiser l'Allemagne par une garantie de livraison du pétrole roumain, signe avec la France et le Royaume-Uni, le 13 mai 1939, un accord garantissant les frontières et indépendance de la Roumanie. Le roi lance l'armée dans une véritable guerre civile contre les nazis et les « Légionnaires » de la Garde de fer, dont le fondateur, Corneliu Codreanu, est arrêté, emprisonné et fusillé sans jugement.
Carol II refuse de participer au dépeçage de la Tchécoslovaquie alors que l'Axe lui offrait la Marmatie du nord ou Ruthénie, et, lorsqu'en application du Pacte germano-soviétique, l'Allemagne nazie et l'URSS envahissent la Pologne, la Roumanie, neutre, garantit le droit d'asile aux membres du gouvernement et aux divisions polonaises en fuite. Le Service maritime roumain les transporte à Alexandrie où ces forces rejoignent les forces britanniques. Le 21 septembre 1939, le Premier ministre Armand Călinescu qui avait décapité en mai 1939 la Garde de fer en arrêtant plusieurs de ses dirigeants, est assassiné par des « Légionnaires » aux ordres de Horia Sima, successeur de Codreanu. Armand Călinescu, francophile et anglophile tout comme le ministre des Affaires étrangères Grigore Gafencu, était soupçonné par l'Axe de vouloir engager la Roumanie dans la guerre aux côtés des Alliés. Le roi Carol II s'efforce de maintenir encore sa politique pendant quelques mois, mais la défaite militaire de la France et la situation très précaire de la Grande-Bretagne rendent très théoriques les assurances que ces deux pays avaient faites à la Roumanie.

## Seconde Guerre mondiale

### Démembrement
À peine la France a-t-elle signé l'armistice, que l'URSS lance un ultimatum à la Roumanie le 26 juin 1940. Suivant le Pacte germano-soviétique, le gouvernement de Joseph Staline exige de l'ambassadeur roumain à Moscou, Gheorghe Davidescu, la cession de la Bessarabie et de la Bucovine du nord sous peine d'envahir la Roumanie, et l'ambassadeur allemand à Bucarest, von Killinger, conseille vivement à Carol II d'obtempérer. Le 28 juin 1940, l'URSS occupe la Bessarabie et la Bucovine du nord. Les deux tiers de la Bessarabie et une parcelle de territoire ukrainien (appelée par les Roumains « Transnistrie ») forment alors la République socialiste soviétique moldave. La Bucovine du nord, le raion de Herța, la Bessarabie du nord et le Boudjak sont incorporés à l'Ukraine soviétique.
Pour éviter le sort de la Pologne voisine, rayée de la carte de l'Europe par l'Allemagne nazie et l'URSS, le 4 juillet 1940, Carol II remplace ses ministres anglophiles et francophiles par le gouvernement d'Ion Gigurtu (Premier ministre du 4 juillet au 4 septembre 1940), qui déclare « adhérer loyalement à la politique de l'Allemagne nazie », et laisser Adolf Hitler arbitrer le conflit territorial entre la Roumanie et la Hongrie au sujet de la Transylvanie,. Gigurtu déclare à la radio : « La Roumanie doit consentir à des sacrifices territoriaux pour démontrer la fiabilité de son adhésion à l'Axe ». Le cabinet Gigurtu comprenait même un ministre de la Garde de Fer : son chef Horia Sima, successeur de Codreanu. Fin août 1940, lors d'une rencontre avec Hitler, Gigurtu approuve en effet « l'arbitrage » de Hitler,,, et la Roumanie, se soumettant au « Second arbitrage de Vienne », cède le 30 août 1940 la Transylvanie du Nord au royaume de Hongrie, et, le 7 septembre 1940, par les Accords de Craiova, rend la Dobroudja du Sud à la Bulgarie. Ces pertes territoriales représentent plus d'un tiers de la Grande Roumanie, mais Gigurtu estime que c'est le prix à payer pour ne pas subir le sort de la Pologne.
Mais ce « prix de la paix » précipite la chute du roi : la Garde de fer de Horia Sima et le général Ion Antonescu s'unissent pour un coup d'État qui aboutit à l'abdication et à l'exil de Carol II au profit de son fils de 19 ans Mihai Ier, qui redevient donc roi.

### Dictature fasciste
La Garde de fer et Antonescu établissent un régime totalitaire désigné du nom d’État national légionnaire qui va inéluctablement pencher du côté des forces de l'Axe et de leur politique. Une fois au pouvoir, la Garde de Fer renforce la législation antisémite promulguée par les gouvernements de Octavian Goga et Ion Gigurtu et met également en place une autre législation dirigée contre les commerçants et hommes d'affaires grecs et arméniens, qui sera surtout appliquée de façon que les fonctionnaires roumains puissent toucher de gros pots-de-vin. Les syndicats et les associations ont été interdits à la fin de l'année 1940. Le pouvoir réel appartient à l'ambassadeur nazi von Killinger.
L'opinion n'est pas acquise au régime, des maquis se mettent en place, et le 8 octobre 1940, officiellement à la demande de la Roumanie, les troupes allemandes franchissent la frontière roumaine. Quelques semaines plus tard, en novembre 1940, la Roumanie adhère à l'Axe. Quant aux effectifs de la Wehrmacht stationnés en Roumanie, ils seront bientôt plus de 500 000, qui contrôlent les voies de communication, les puits de pétrole, et se mettent à pied d'œuvre pour attaquer l'URSS. Le 27 novembre 1940, pour « venger l'exécution de Codreanu », des Légionnaires de la Garde de fer assassinent 64 anciens ministres, députés et intellectuels démocrates, tous détenus à la prison de Jilava (près de Bucarest) ainsi que l'historien et ancien Premier ministre Nicolae Iorga et Virgil Madgearu, ancien ministre de l'Économie.

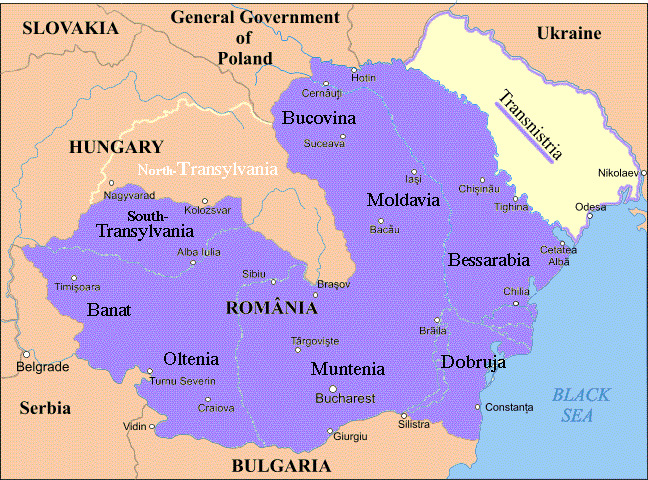
Frontières de la Roumanie entre 1941 et 1944, avec la Transnistrie à l'est.

Pour être en mesure de reconquérir la Bessarabie, Antonescu accepte d'engager son pays plus avant dans la collaboration avec le Reich. Mais après les assassinats et le pogrom du 27 novembre, Antonescu, estimant que la Garde de Fer est en train de dresser l'opinion contre le régime, dissout le service d'ordre de la Garde et fait juger et exécuter les assassins de Iorga. Le 20 janvier 1941, la Garde de Fer tente de s'emparer du pouvoir par un coup d'État doublé d'un pogrom à Bucarest (130 victimes), mais Antonescu réplique, des coups de feu sont échangés, et au bout de quatre jours d'affrontements, la « Légion », qui a perdu plusieurs centaines de membres, est contrainte de quitter le gouvernement. Sima et beaucoup d'autres « Légionnaires » trouvent asile en Allemagne alors que 3 000 autres sont emprisonnés. En mars, Antonescu, qui s'auto-proclame « Pétain roumain », se fait plébisciter et obtient 2 millions de oui contre 3 360 non.
Le terme de « régime Antonescu » fait référence aussi bien à Ion Antonescu qu'à son vice-président du Conseil et ministre des Affaires étrangères, Mihai Antonescu (homonyme sans lien de parenté).

### Opérations militaires
La Roumanie a participé à la Seconde Guerre mondiale du 22 juin 1941 au 9 mai 1945 : jusqu'au 23 août 1944 le régime Antonescu combat aux côtés de l'Axe tandis que deux divisions (Vladimirescu et Horia-Closca-Crisan), quelques unités de la flotte et aviateurs, combattront du côté Allié ; à partir du 23 août 1944 le pays entier passe du côté Allié. 473 000 soldats roumains ont été engagés contre l'URSS : parmi les forces de l'Axe, il s'agit du contingent le plus fourni après celui de l'Allemagne. Les opérations militaires des forces roumaines terrestres contre l'URSS les portent vers l'est jusqu'au sud-ouest d'Astrakhan, en Kalmoukie (automne 1942) et de plus, les forces roumaines sont engagées dans des crimes contre l'humanité en Transnistrie. À partir du 24 août 1944, 397 000 soldats roumains sont engagés contre l'Axe : il s'agit du contingent le plus fourni après ceux des États-Unis, de l'URSS et de l'Empire britannique. La campagne militaire des forces roumaines terrestres aux côtés de l'Armée rouge se poursuit vers l'ouest jusqu'aux abords de Prague en Tchécoslovaquie (Chotěboř-Humpolec),.

## Conséquences de la guerre pour la Roumanie
Les deux Antonescu sont jugés et exécutés en 1946. L'ambassadeur allemand von Killinger s'est, pour sa part, suicidé en août 1944.
Ayant combattu dans les deux camps, la Roumanie fut considérée comme un pays vaincu à la conférence de paix de Paris en 1947 et dut céder des territoires à l'URSS et à la Bulgarie (qui, elles aussi, avaient pactisé avec le Troisième Reich au début de la guerre, avant de rejoindre les Alliés). Les Alliés ne comptent pas la Roumanie parmi eux, comme l'espérait le roi Michel Ier, à l'exemple de Charles de Gaulle et de la France libre, et ne lui ne reconnaissent même pas le statut de « co-belligérant » accordé à des pays comme la Turquie ou le Venezuela qui ne sont intervenus contre l'Allemagne qu'à un mois ou 15 jours de la fin. En effet, l'importance de son engagement contre l'URSS et les crimes commis par l'armée roumaine sont vivement reprochés au pays : le régime Antonescu est considéré comme représentatif par les Alliés, bien qu'il soit issu d'un coup d'État et non d'une décision parlementaire comme le régime de Vichy. Toutefois, la contribution roumaine du côté allié (et le fait que le gouvernement fasciste hongrois de Ferenc Szálasi soit resté fidèle à l'Axe jusqu'au bout) lui vaut de récupérer la Transylvanie du nord. La Roumanie sort ainsi de la guerre diminuée de près de 60 000 km2 et de 4 millions d'habitants, dont 3 devenus citoyens soviétiques ou bulgares, et 1 million de morts (y compris les 320 000 à 360 000 juifs).

## Conséquences de la guerre en Bessarabie
La Bessarabie, ayant changé de mains trois fois au cours de la guerre, et où le front s'est trouvé de mars à août 1944, est la région qui en a démographiquement le plus souffert. Selon les rapports des ministres Krouglov et Béria à Staline, exhumés par l'historien Nikolai Bougai, et selon les données des recensements, de 1940 à 1950 la région a perdu un tiers de sa population, passant de 3 200 000 personnes selon le recensement roumain de 1938, à 2 229 000 selon le recensement soviétique de 1950.
Donc 971 000 personnes ont disparu en 10 ans :
- 140 000 Allemands de Bessarabie ont été déportés en juillet 1940 vers l'Allemagne en application du Pacte germano-soviétique
- 120 000 Moldaves (en majorité roumanophones, mais aussi des « Russes blancs ») ont été déportés par les soviétiques entre le 28 juin 1940 et le 22 juin 1941 (dans la seule nuit du 13 juin 1941 - 13 470 familles, comprenant 22 648 personnes, dont approximativement 2/3 de femmes et enfants)[22];
- 230 000 Juifs ont été soit massacrés par le régime du maréchal Ion Antonescu, soit ont fui vers l'URSS et ne sont jamais revenus, qu'ils s'y soient établis ou qu'ils y aient été rattrapés par la Wehrmacht et tués par les Einsatzgruppen;
- 250 000 Moldaves roumanophones ont été déportés par les soviétiques entre 1944 et 1948 ;
- 150 000 personnes sont mortes entre 1946 et 1947 à la suite de la famine provoquée par les réquisitions soviétiques alors qu'on était en période de mauvaises récoltes (politique déjà appliquée en Ukraine voisine dans les années 1920-1930 (Holodomor).
- 11 324 familles sont déplacées de force hors de Moldavie le 6 juillet 1949 (environ 81 000 personnes), en majorité sur critère religieux (« vieux-croyants », églises néo-protestantes, catholiques).

En 1950, de tous ces « indésirables » ou « nuisibles » déportés hors du pays, 49 000 étaient encore en vie sur les lieux de leur déportation (toujours dans Bougaï).

## Prise de pouvoir par les communistes et fin de la monarchie
Le Royaume de Roumanie a continué d'exister pendant les années 1945-1947. Cette période a été caractérisée par une forte instabilité économique (causée par la forte inflation de l'ancien leu et la désordre économique) et la soviétisation des institutions politiques roumaines.
Dans ce qui reste de la Roumanie, l'occupation soviétique conduit à un coup d'État communiste le 6 mars 1945. Le gouvernement militaire intérimaire est remplacé, sous la pression de l'Union soviétique, par un gouvernement de coalition dirigé par le sympathisant communiste Petru Groza. Le 19 novembre 1946, des élections truquées et massivement falsifiées, caractérisées par de larges irrégularités, l'intimidation, la fraude électorale et des assassinats ciblés,,,, donnent la majorité à la coalition gouvernementale. Dans le nouveau gouvernement Groza, les communistes se voient attribuer la plupart des postes-clés. Dans les mois qui suivent, le Parti communiste de Roumanie s'emploie à diviser les sociaux-démocrates, puis à liquider l'opposition. Le Parti national paysan est interdit en juillet et son chef, l'ancien Premier ministre Iuliu Maniu, emprisonné. Le pays devient dans les faits une monarchie communiste, jusqu'à l'abdication du roi Mihai Ier le 30 décembre 1947 et à la proclamation de la République populaire roumaine.

## Démographie

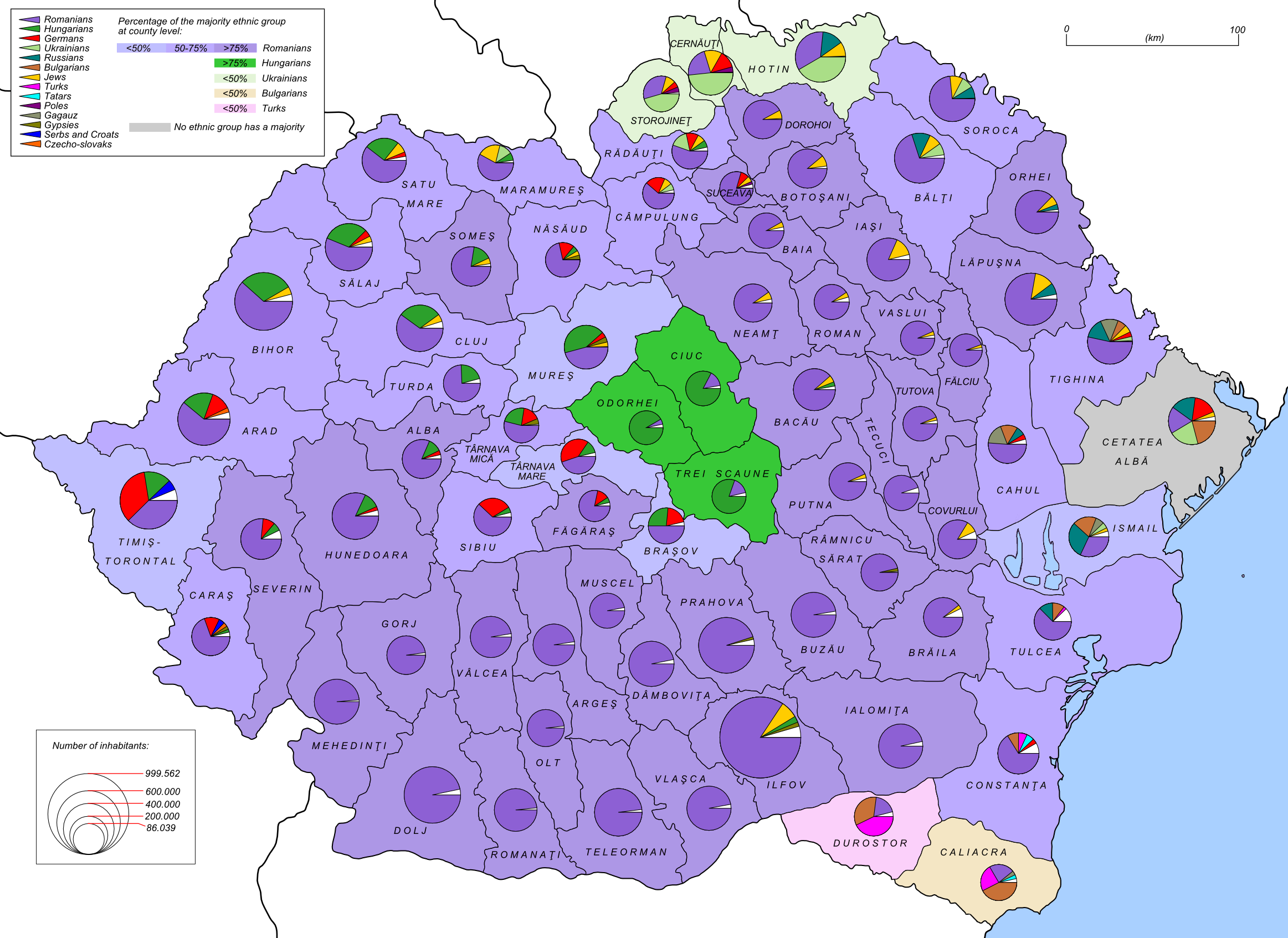
Carte ethnique (recensement de 1930).

Taux d'alphabétisation en 1930.

Selon le recensement roumain 1930, la Roumanie avait une population de 18 057 028. Les Roumains représentaient 71,9 % de la population, les minorités 28,1 %, mais, Roms exceptés, leur niveau d'instruction était généralement plus élevé. La Bessarabie, russe avant 1917, avait le taux d'alphabétisation de plus bas, sauf chez les Allemands.
| Groupe ethnique             | Nombre     | %     |
| --------------------------- | ---------- | ----- |
| Roumains                    | 12 981 324 | 71,9  |
| Hongrois                    | 1 425 507  | 7,9   |
| Allemands                   | 745 421    | 4,1   |
| Juifs                       | 728 115    | 4,0   |
| Ruthènes et Ukrainiens      | 582 115    | 3,2   |
| Russes                      | 409 150    | 2,3   |
| Bulgares                    | 366 384    | 2,0   |
| Gitans                      | 262 501    | 1,5   |
| Turcs                       | 154 772    | 0,9   |
| Gagaouzes                   | 105 750    | 0,6   |
| Tchèques et Slovaques       | 51 842     | 0,3   |
| Serbes, Croates et Slovènes | 51 062     | 0,3   |
| Polonais                    | 48 310     | 0,3   |
| Grecs                       | 26 495     | 0,1   |
| Tatars                      | 22 141     | 0,1   |
| Arméniens                   | 15 544     | 0,0   |
| Houtsoules                  | 12 456     | 0,0   |
| Albanais                    | 4 670      | 0,0   |
| Autres                      | 56 355     | 0,3   |
| Non déclaré                 | 7 114      | 0,0   |
| Total                       | 18 057 028 | 100,0 |

### Villes
| Rang | Nom       | Population         |
| ---- | --------- | ------------------ |
| 1    | Bucarest  | 570 881 (639 0401) |
| 2    | Chișinău  | 114 896            |
| 3    | Cernăuți  | 112 427            |
| 4    | Iași      | 102 872            |
| 5    | Cluj      | 100 844            |
| 6    | Galați    | 100 611            |
| 7    | Timișoara | 91 580             |

Notes: 1 - dont 12 collectivités de banlieue.

## Les quatre rois de Roumanie

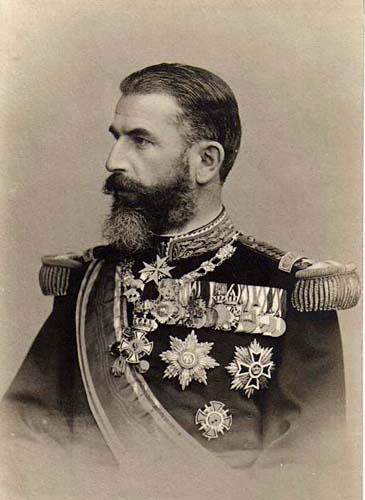
Carol Ier, 1881-1914
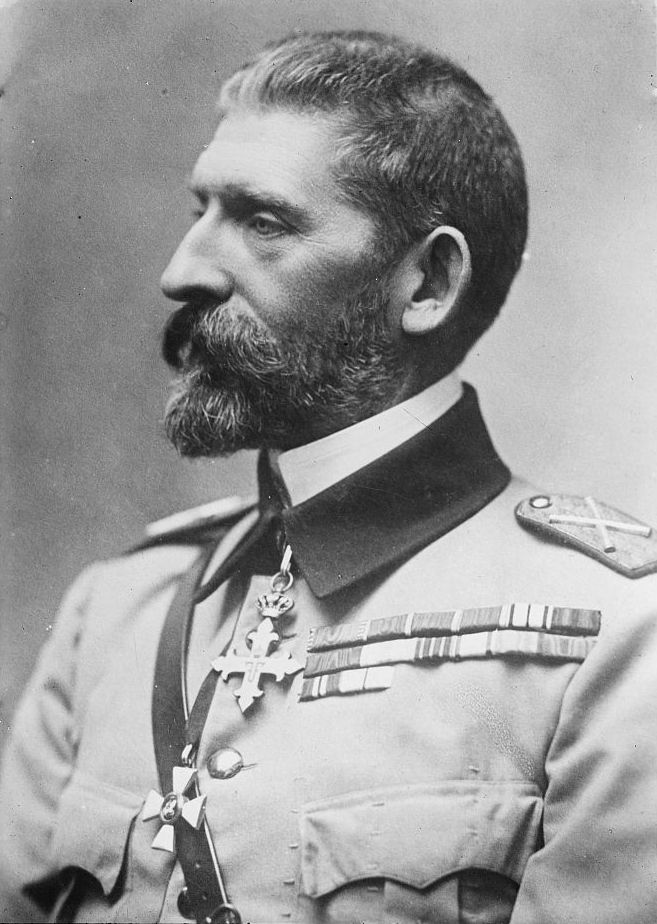
Ferdinand Ier, 1914-1927
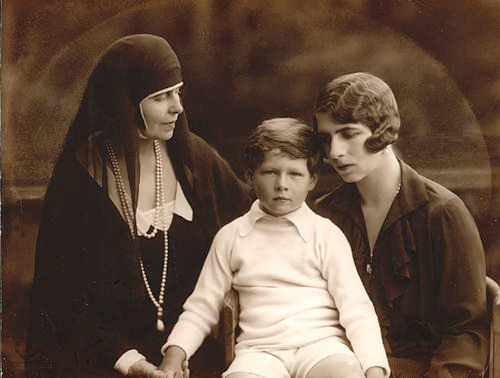
Michel Ier, premier règne, 1927-1930
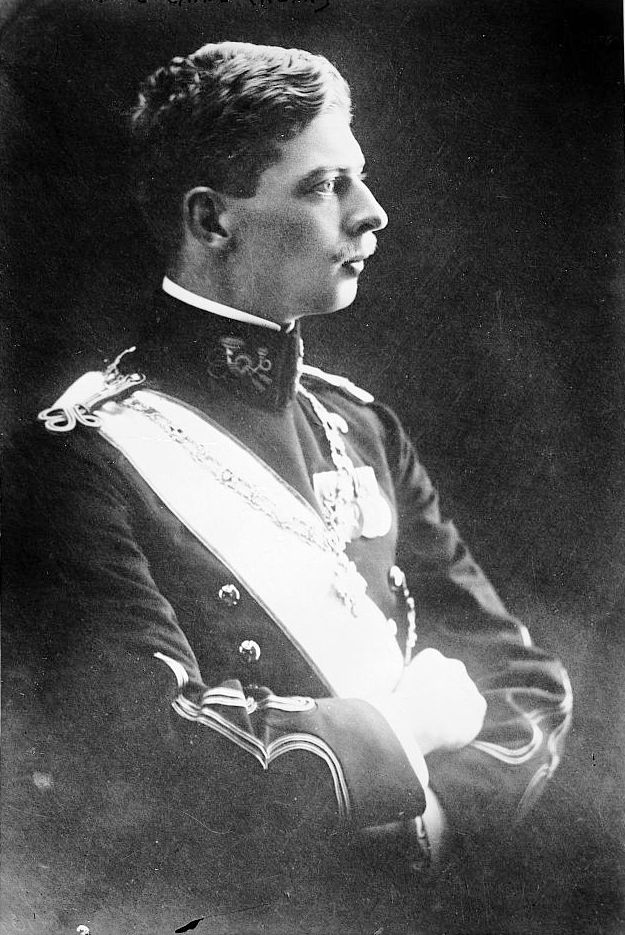
Carol II, 1930-1940
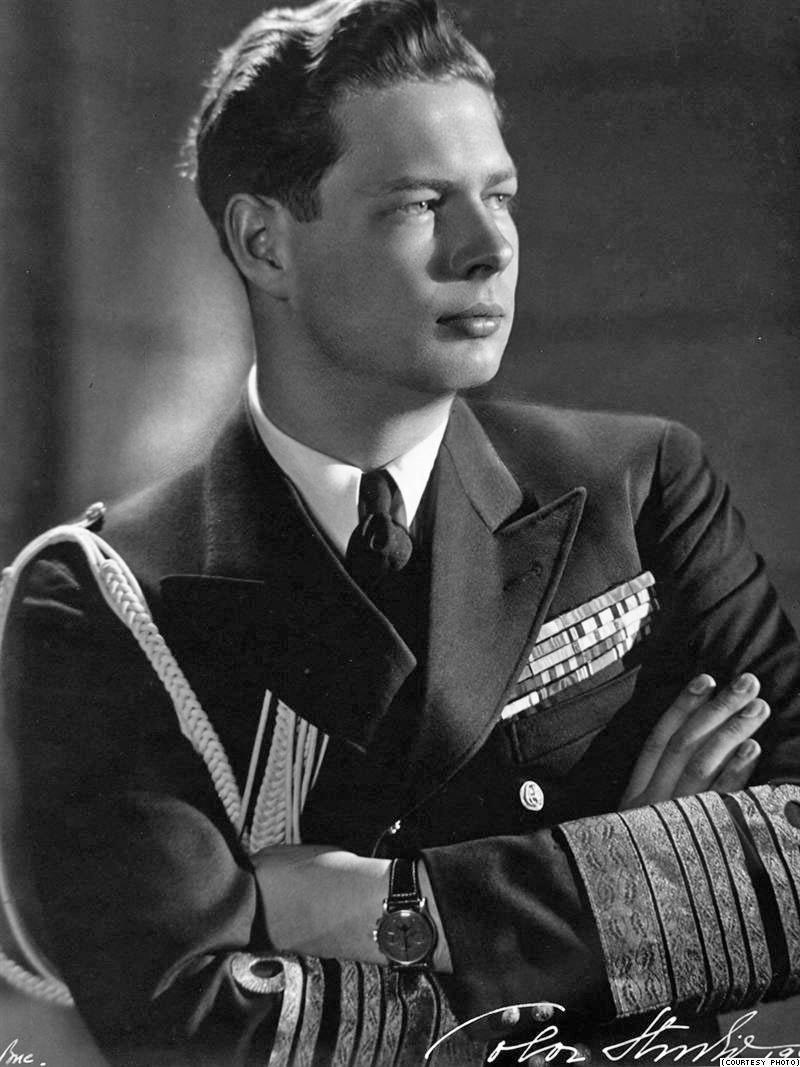
Michel Ier, second règne, 1940-1947